# Любошиц, Натан Абрамович
Натан (Нота, Наум) Абрамович Любошиц (25 июля 1910, Минск, Российская империя — 12 октября 1998, Вильнюс, Литва) — советский и литовский режиссёр и сценарист документального кино. Заслуженный деятель культуры Литовской ССР (1976).

## Биография
Родился 25 июля 1910 года в Минске. В 1936 году окончил Всесоюзный институт кинематографии. Обучался на курсе С. М. Эйзенштейна. Работал позже на различных известных киностудиях, на таких, как «Ленфильм», «Беларусьфильм», «Московский центральный дом Красной армии». Являлся режиссёром Литовской киностудии. Много работал над киножурналами «Советская Литва», снял около 200 таких работ. В основном снимал документальные работы на сельскохозяйственную тему, был соавтором сценариев некоторых фильмов. По мимо Советского Союза и Белоруссии, много работал в Литве, где остался работать и доживать свою жизнь.
«Неснятый фильм о фильме»

О съёмках фильма во фронтовых условиях и жизни ленфильмовцев, оставшихся в блокадном Ленинграде, режиссёр Н. А. Любошиц написал автобиографический сценарий «Хромой солдат», где ввёл несколько выдуманных персонажей и сюжетных линий, но в целом персонажи — участники съёмок — реальны и узнаваемы в героях сценария, так, себя он вывел под именем белорусского режиссёра Янки Макаенка. Этот сценарий так и не был реализован, впервые напечатан в виде воспоминаний в журнале «Киноведческие записки» № 72 за 2005 год.Любошиц Н. Хромой солдат // Киноведческие записки. 2005. № 72. С. 256
Ушёл из жизни 12 октября 1998 года в Вильнюсе страны Литвы в возрасте 88 лет.

## Творчество
- 1942 — Варежки — режиссёр
- 1952 — Мичуринцы из Дотнувы — режиссёр
- 1953 — Ой вы, грибы, грибы — режиссёр, оператор (фильм приостановлен)
- 1965 — Север – их дом — режиссёр

## Звания и награды
- Заслуженный деятель культуры Литовской ССР (1976).

## Издательства
- Киноведческие записки. — Всесоюзный научно-исследовательский институт киноискусства, Госкино СССР, 2007. — 396 с.
- Любошиц Н. Хромой солдат // Киноведческие записки. 2005. № 72. С. 256
- Н. Любошиц — Фронтовой фильм // Век петербургского кино: сборник научных трудов — СПб.: Российский институт истории искусств, 2007. — стр. 241—251